# Turó dels Pins del Samuntà
El Turó dels Pins del Samuntà és una muntanya de 451 metres que es troba al municipi de Sant Martí Sarroca, a la comarca de l'Alt Penedès.